# Krzysztof Piesiewicz
Krzysztof Marek Piesiewicz (Varsavia, 25 ottobre 1945) è uno sceneggiatore e politico polacco.

## Biografia

### Carriera cinematografica
Krzysztof Piesiewicz ha studiato Legge all'Università di Varsavia; nel 1982 l'incontro con il regista Krzysztof Kieślowski darà vita ad un lungo sodalizio cinematografico, collaborando insieme alla sceneggiatura di tutti i film del regista, da Senza fine fino all'ultimo film di Kieslowski: Tre colori - Film rosso.

## Filmografia parziale

### Sceneggiatore
- Senza fine (Bez konca), regia di Krzysztof Kieślowski (1985)
- Decalogo 1 (Dekalog, jeden), regia di Krzysztof Kieślowski (1988)
- Decalogo 2 (Dekalog, dwa), regia di Krzysztof Kieślowski (1988)
- Decalogo 3 (Dekalog, trzy), regia di Krzysztof Kieślowski (1988)
- Decalogo 4 (Dekalog, cztery), regia di Krzysztof Kieślowski (1988)
- Decalogo 5 (Dekalog, pięć), regia di Krzysztof Kieślowski (1988)
- Decalogo 6 (Dekalog, sześć), regia di Krzysztof Kieślowski (1988)
- Decalogo 7 (Dekalog, siedem), regia di Krzysztof Kieślowski (1988)
- Decalogo 8 (Dekalog, osiem), regia di Krzysztof Kieślowski (1988)
- Decalogo 9 (Dekalog, dziewięć), regia di Krzysztof Kieślowski (1988)
- Decalogo 10 (Dekalog, dziesięć), regia di Krzysztof Kieślowski (1989)
- La doppia vita di Veronica (La double vie de Véronique/Podwójne zycie Weroniki), regia di Krzysztof Kieślowski (1991)
- Tre colori - Film blu (Trois couleurs : Bleu), regia di Krzysztof Kieślowski (1993)
- Tre colori - Film bianco (Trois couleurs : Blanc), regia di Krzysztof Kieślowski (1994)
- Tre colori - Film rosso (Trois couleurs : Rouge), regia di Krzysztof Kieślowski (1994)
- Heaven, regia di Tom Tykwer (2002)
- L'enfer, regia di Danis Tanović (2005)